# Chanel Cresswell
 Chanel Cresswell  (Derbyshire, 23 de enero de 1990) es una actriz británica ganadora de un premio BAFTA. Se dio a conocer en el largometraje de 2006 This is England, interpretando el papel de Kelly Jenkins. Rol que repitió en las tres temporadas de la serie secuela de la película; This is England '86 (2010) , This is England '88 (2011) y This is England '90 (2015). También interpretó el papel de Katie en la sitcom de Sky One, Trollied (2011–13, 2015–).

## Biografía
Cresswell creció en la localidad de Codnor, en el condado de Derbyshire (Inglaterra) y se formó en el Aldercar Community Language College.
Su debut actoral se produjo en 2006, con apenas deciséis años, interpretándo el papel de Kelly Jenkins en la película de  	Shane Meadows, This Is England. Cresswell repitió papel en las tres temporadas de la serie de televisión que derivó de la película. El personaje de Kelly Jenkins fue ganando peso en la trama, especialmente en la tercera y última temporada, This is England '90, estrenada en 2015. Cresswell fue galardonada con un premio BAFTA a la mejor actriz de reparto por esta interpretación en 2016.
Cresswell también ha intervenido en las series Casualty, Butterfly, Bale y Wish 143, así como en el telefilme Dive. Entre 2011 y 2013 protagonizó la sitcom de Sky One, Trollied, en el papel de Katie. En 2015 regresó a la serie. En 2024 formó parte del elenco protagonista de la serie de televisión The Gentlemen.

## Filmografía

### Películas
| Año  | Título                       | Personaje       | Notas                                                 |
| ---- | ---------------------------- | --------------- | ----------------------------------------------------- |
| 2017 | My Name Is Lenny             | Valerie McLean  |                                                       |
| 2017 | Murdered for Being Different | DC Steph Farley | Telefilme basado en el asesinato de Sophie Lancaster. |
| 2014 | Bypass                       | Emily           |                                                       |
| 2011 | Cardinal                     | Lustful Woman   | Corto                                                 |
| 2011 | Papa                         | Student         | Corto                                                 |
| 2010 | Dirty Egg                    | The Girl        | Corto                                                 |
| 2009 | Butterfly                    | Jo              | Corto                                                 |
| 2009 | Wish 143                     | Amy             | Corto                                                 |
| 2009 | Bale                         | Sarah           | Corto                                                 |
| 2006 | This Is England              | Kelly Jenkins   |                                                       |

### Televisión
| Año              | Título              | Personaje     | Notas                    |
| ---------------- | ------------------- | ------------- | ------------------------ |
| 2016             | The Aliens          | Paulette      | E4, personaje recurrente |
| 2015             | Alt                 | Cat           | Telefilme                |
| 2015             | This Is England '90 | Kelly Jenkins | Miniserie; 4 episodios   |
| 2014             | Silent Witness      | Jill Bond     | 2 episodios              |
| 2011–2013, 2015– | Trollied            | Katie         | personaje principal      |
| 2011             | This Is England '88 | Kelly Jenkins | Miniserie; 3 episodios   |
| 2011             | The Case            | Julie Prior   | 5 episodios              |
| 2011             | Casualty            | Liz Roberts   | 1 episodio               |
| 2010             | This Is England '86 | Kelly Jenkins | Miniserie; 4 episodios   |
| 2010             | Dive                | Hailey        | Telefilme                |